# Едісон (Джорджія)
Едісон (англ. Edison) — місто (англ. city) в США, в окрузі Калгун штату Джорджія. Населення — 1230 осіб (2020).

## Географія
Едісон розташований за координатами 31°33′39″ пн. ш. 84°44′15″ зх. д. / 31.56083° пн. ш. 84.73750° зх. д. (31.560812, -84.737402).  За даними Бюро перепису населення США в 2010 році місто мало площу 6,06 км², уся площа — суходіл.

## Демографія
Згідно з переписом 2010 року, у місті мешкала 1531 особа в 590 домогосподарствах у складі 342 родин. Густота населення становила 253 особи/км².  Було 661 помешкання (109/км²).
Расовий склад населення:
| - 63,7 % — чорних або афроамериканців - 31,1 % — білих - 1,0 % — азіатів - 0,1 % — корінних американців - 3,1 % — осіб інших рас |

До двох чи більше рас належало 1,0 %. Частка іспаномовних становила 4,3 % від усіх жителів.
За віковим діапазоном населення розподілялося таким чином: 30,6 % — особи молодші 18 років, 52,9 % — особи у віці 18—64 років, 16,5 % — особи у віці 65 років та старші. Медіана віку мешканця становила 34,9 року. На 100 осіб жіночої статі у місті припадало 76,0 чоловіків;  на 100 жінок у віці від 18 років та старших — 61,2 чоловіків також старших 18 років.
Середній дохід на одне домашнє господарство  становив 25 971 долар США (медіана — 17 371), а середній дохід на одну сім'ю — 33 537 доларів (медіана — 22 813). За межею бідності перебувало 54,7 % осіб, у тому числі 71,3 % дітей у віці до 18 років та 28,5 % осіб у віці 65 років та старших.
Цивільне працевлаштоване населення становило 353 особи. Основні галузі зайнятості: публічна адміністрація — 30,3 %, освіта, охорона здоров'я та соціальна допомога — 21,8 %, роздрібна торгівля — 15,3 %.